# Galaxyland
Galaxyland  est un parc d'attractions d'intérieur situé au West Edmonton Mall d'Edmonton au Canada. C'est le deuxième parc d'attractions d'intérieur le plus grand du monde. Connu à l'origine sous le nom Fantasyland, il a été contraint de changer de nom à la suite d'un procès de la Walt Disney Company qui affirmait posséder les droits de cette marque déposée qu'il exploite comme nom de land dans ces parcs d'attractions (voir Fantasyland). West Edmonton Mall perdit le procès et renomma donc le parc Galaxyland
. C'est à ce moment qu'est apparu Cosmo, l'actuelle mascotte du parc.

## Attractions

### Lesmontagnes russes
| Nom de l'attraction | Type                          | Constructeur      | Année d'ouverture |
| ------------------- | ----------------------------- | ----------------- | ----------------- |
| Autosled            | Montagnes russes assises      | Zierer            | 1985              |
| Dragon Wagon        | Montagnes russes assises      | Wisdom Rides      | 1993              |
| Galaxy Orbiter      | Montagnes russes tournoyantes | Gerstlauer        | 2007 (17 juillet) |
| Mindbender          | Montagnes russes assises      | Anton Schwarzkopf | 1985              |

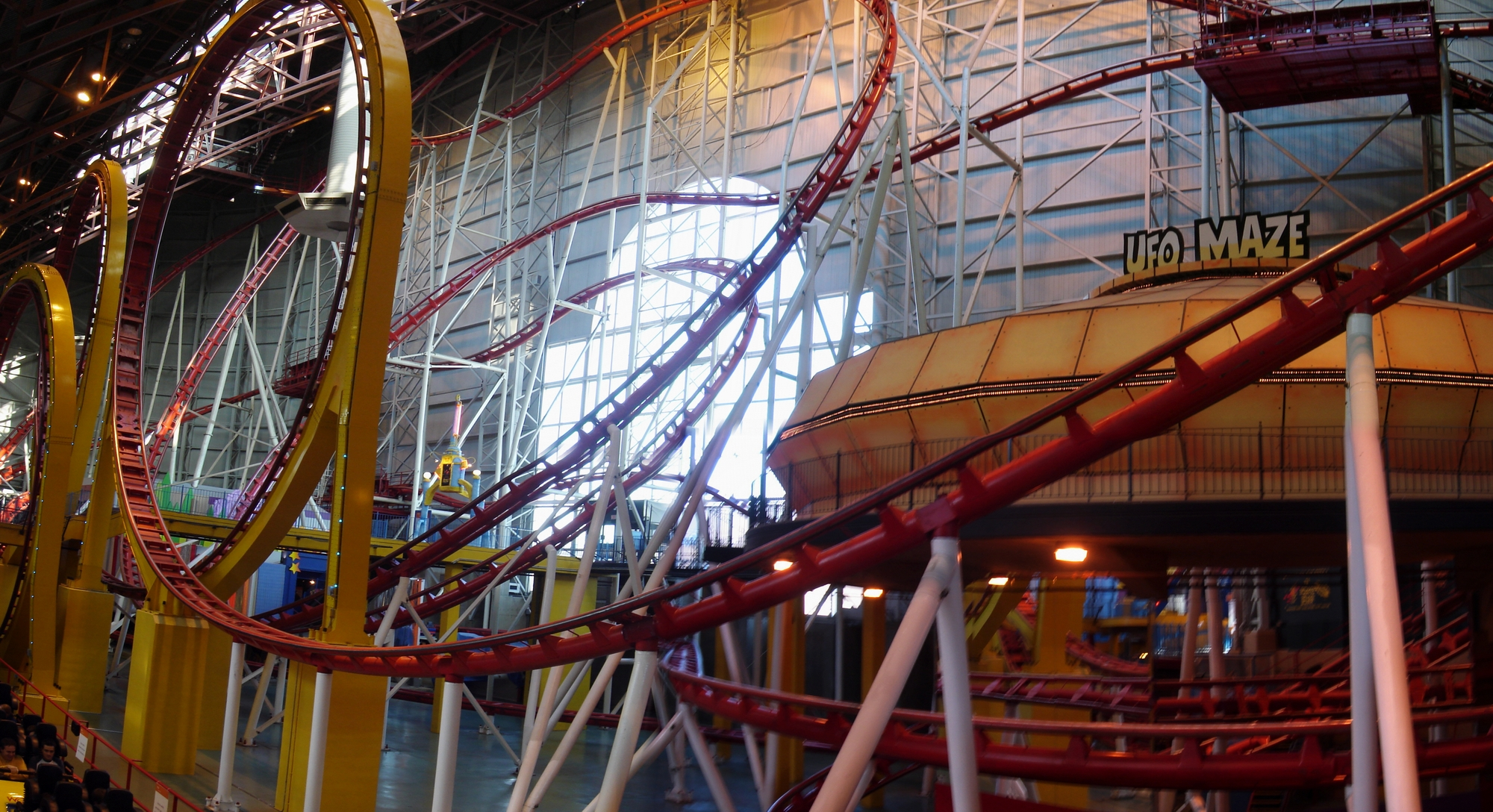
Mindbender

Le parc possède les plus grandes montagnes russes en intérieur du monde. Il s'agit de Mindbender.

### Autres attractions

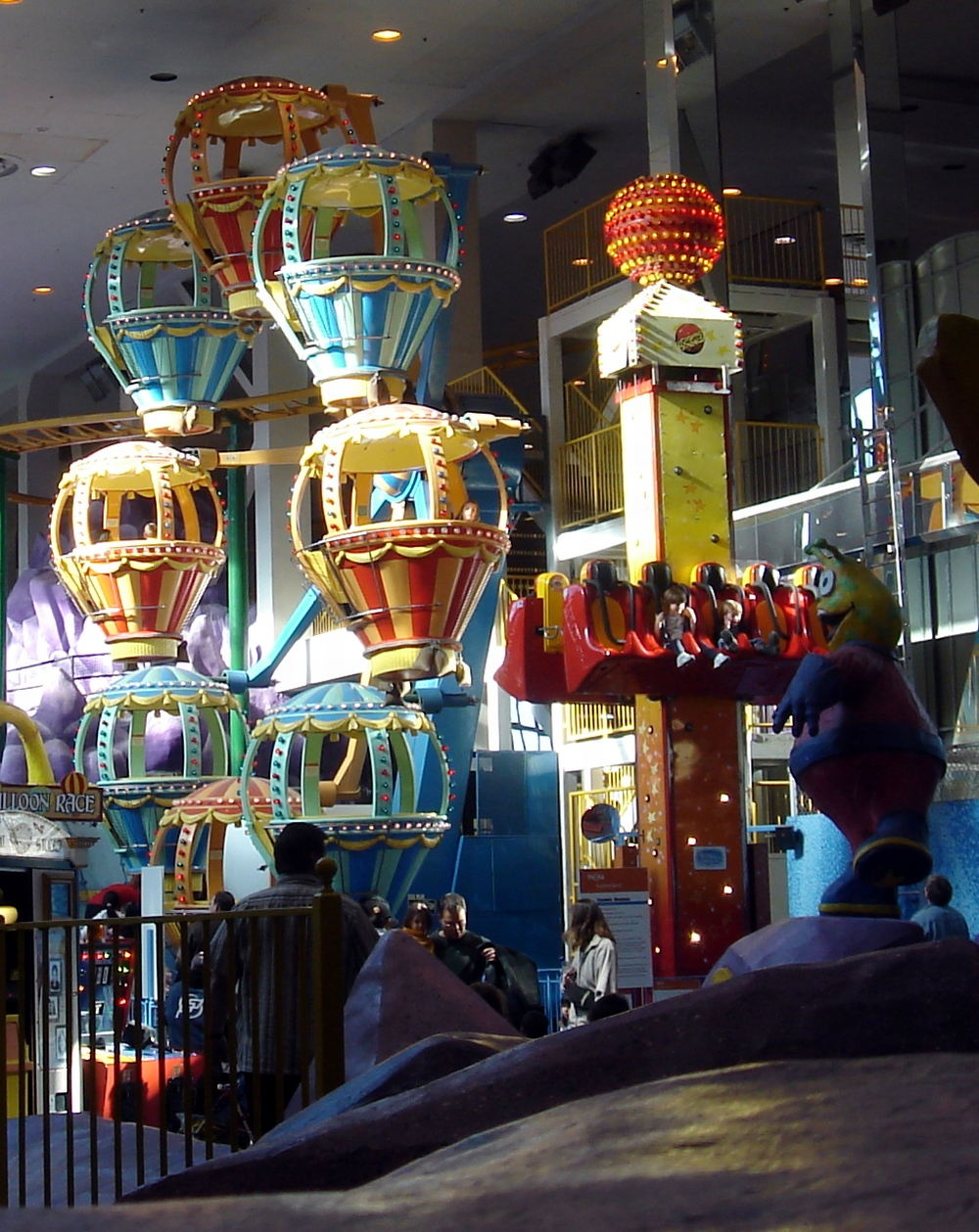
Balloon Race et Cosmic Bounce

- Balloon Race - Grande Roue (Zamperla)
- Carrousel - Carrousel
- Cosmo's Space Derby - Autos tamponneuses
- Flying Galleon - Bateau à bascule (Zamperla)
- Galaxyland Express - Train
- Galaxy Kids Playpark - Aire de jeux avec toboggans
- Galaxyland Raceway - Parcours de karting
- Galaxy Twister - Maverick (Moser's Rides)
- Quirks in the Works - Parcours scénique (Moser's Rides), 2004
- Rockin' Rocket - Rockin' Tug (Zamperla)
- Solar Flare- Moser Hopla (Moser's Rides), 2004
- Sonic Storm - (Sartori Rides International)
- Space Shot - Space Shot (S&S Worldwide), 2004
- Swing of the Century - Chaises volantes (Zierer)
- TurboRide Theatre - Cinéma 3D

## Galerie

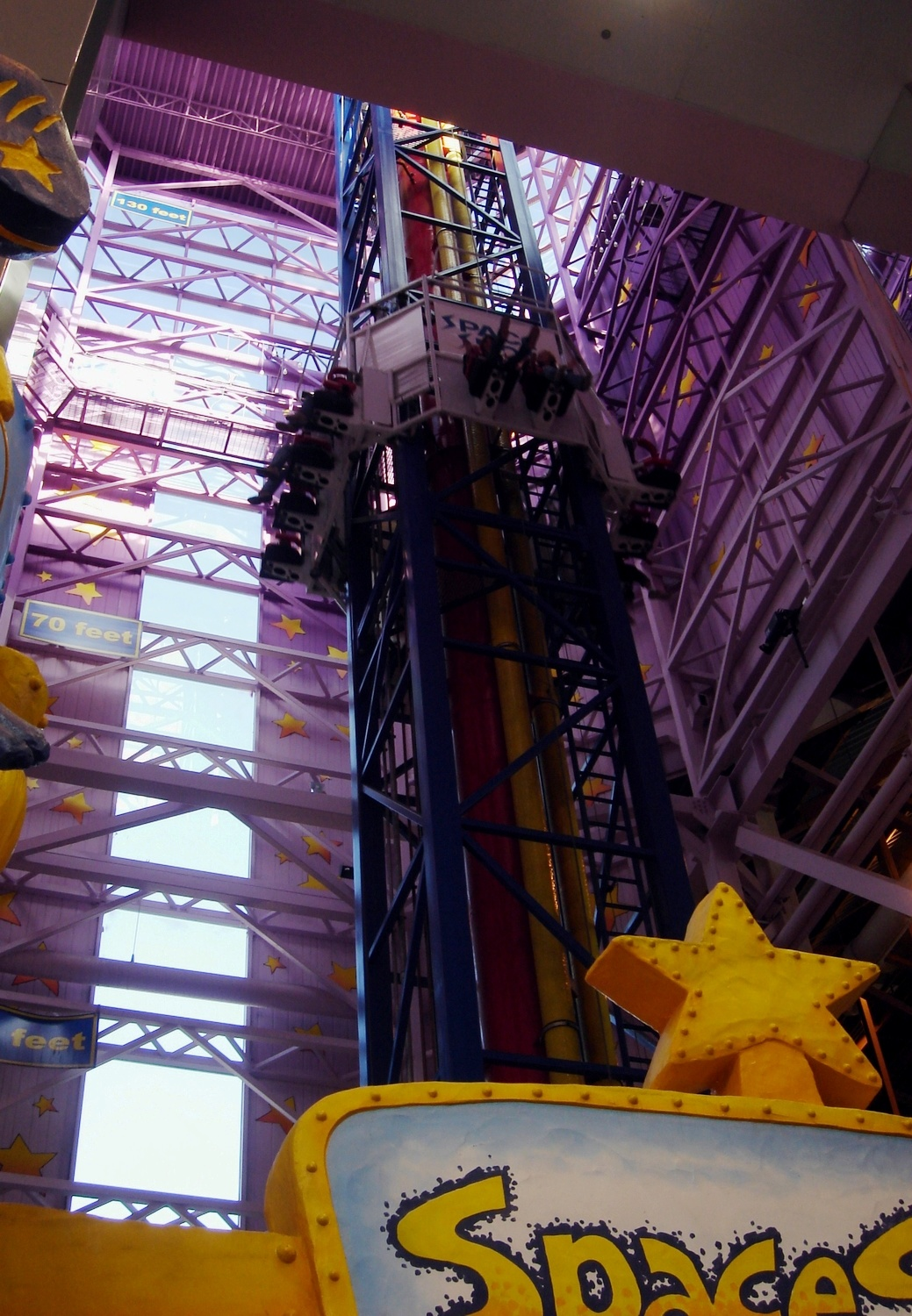
Space Shot
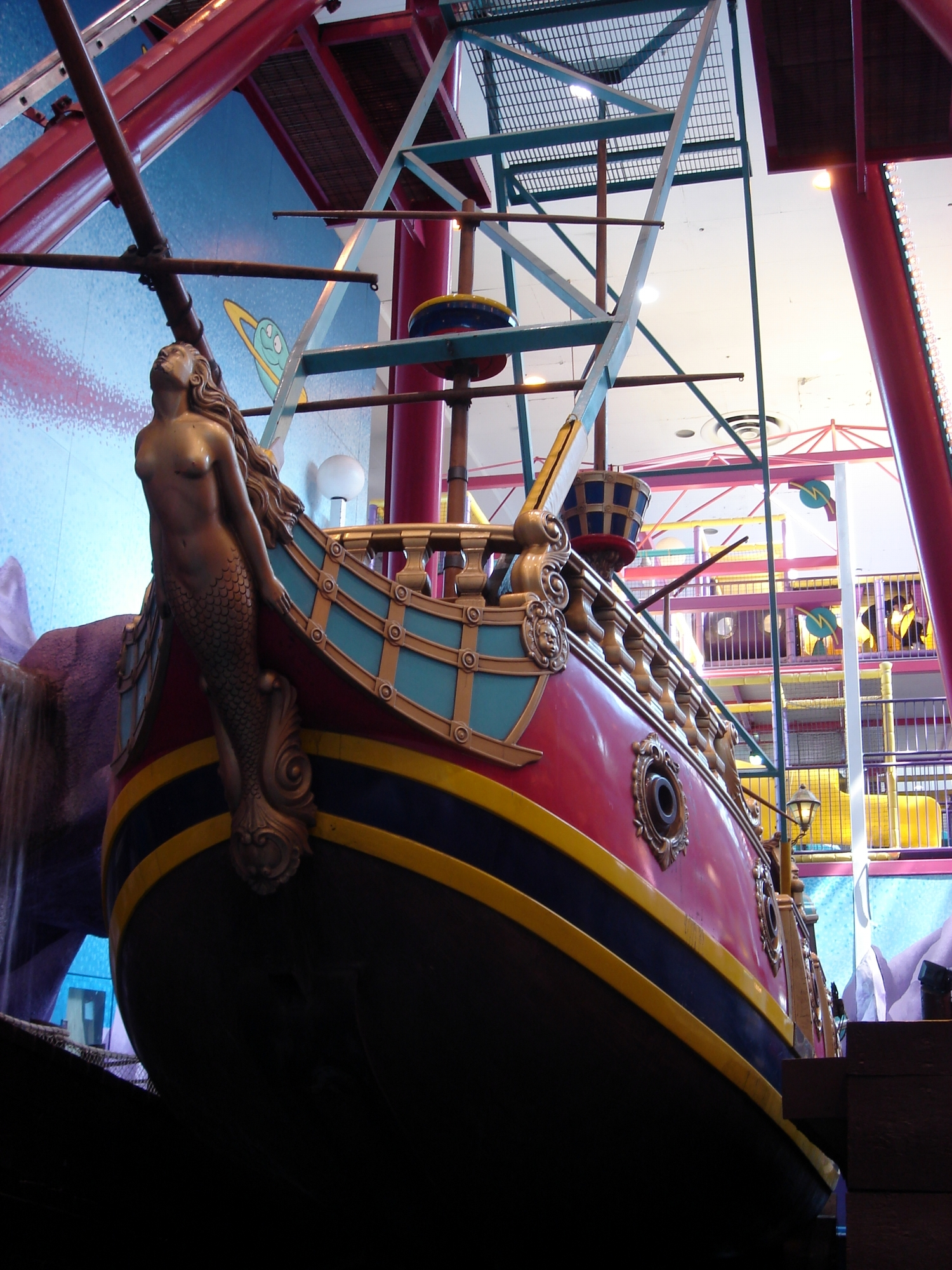
Flying Galeon